# Geografía y Sistemas de Información Geográfica
Geografía y Sistemas de Información Geográfica es una revista científica geográfica arbitrada, fundada en 2009. Desde entonces es publicada anualmente en forma digital por el Programa de Docencia e Investigación en Sistemas de Información Geográfica de la Universidad Nacional de Luján en Argentina. Es abreviada por GeoSIG. Fue creada por Gustavo D. Buzai, quien fue su director entre 1999 y 2017. Su actual director es Luis Humacata. 
Geografía y Sistemas de Información Geográfica se centra en las áreas de investigación de la Geografía, integrando la Geografía física y la Geografía humana con los Sistemas de Información Geográfica. Aunque el enfoque regional es Latinoamérica, no se excluye estudios sobre otras partes del mundo.

## Indexación
Actualmente, Geografía y Sistemas de Información Geográfica está incluido en Latindex. y en la base de datos de ResearchGate.